# Barisciano
Barisciano est une commune italienne d'environ 1 720 habitants, située dans la province de L'Aquila, dans la région Abruzzes, en Italie méridionale.

## Histoire
Sur le territoire de la commune se trouvait dans l'Antiquité le vicus de Furfo, bourg des Vestins.

## Monuments et patrimoine
- le château de Barisciano

## Administration
| Période                                  | Période | Identité | Étiquette | Qualité |
| ---------------------------------------- | ------- | -------- | --------- | ------- |
|                                          |         |          |           |         |
| Les données manquantes sont à compléter. |         |          |           |         |

### Communes limitrophes
Castelvecchio Calvisio, Fossa, L'Aquila, Poggio Picenze, Prata d'Ansidonia, San Demetrio ne' Vestini, San Pio delle Camere, Santo Stefano di Sessanio